# The Vageenas
The Vageenas ist eine Punk-Band aus der Region Niederrhein.

## Geschichte
Die Bandgründung geht auf einen gemeinsamen Konzertbesuch von Sängerin Babette G. und Gitarrist Jens zurück. Weitere Gründungsmitglieder waren Bassist Jochen und Schlagzeuger Sepp.
Die Band wurde 1994 gegründet. Nach sechs Wochen und nur wenigen Proben entstand die erste Single Punkrocksingle of the Month. Der Sound war rau und die Cover waren handgebastelt. 2003 erschien nach mehreren EPs, Live-LPs und einer Picture-10" das erste offizielle Studioalbum When Music Hurts… auf Plastic Bomb Records. Im März 2006 folgte das zweite Studioalbum Teenage Music. Bis 2006 gab es zahlreiche Umbesetzungen. Seit 1999 spielt Rene B. die Gitarre. 2006 gab es erneut eine Umbesetzung an Schlagzeug und Bass. „Burn Harper“ (ex-District) spielt seitdem das Schlagzeug, Marcel J. den Bass. Seit 2023 spielen Matt Murdock Schlagzeug und Schröder Bass in der Band.

## Diskografie
- 1994: Punk-Rock Single Of The Month (EP, kein Label)
- 1995: I Wanna Destroy (EP, Plastic Bomb Records)
- 1996: Live in Hell (Livealbum, Teenage Rebel Records)
- 1996: Here Are The Vageenas / Earworms (Split-Album mit Slide and The Question Marks, Incognito Records)
- 1997: Best Of Punk Rockers From Hell (Kompilations-EP, kein Label)
- 1998: We Are The Vageenas (EP, Plastic Bomb Records)
- 1999: Absolutely Live & Sick (Livealbum, Bondage Records)
- 2003: When Music Hurts… (Plastic Bomb Records)
- 2003: Obnoxious (EP, kein Label)
- 2006: Teenage Music (Plastic Bomb Records)